# Hansenologia

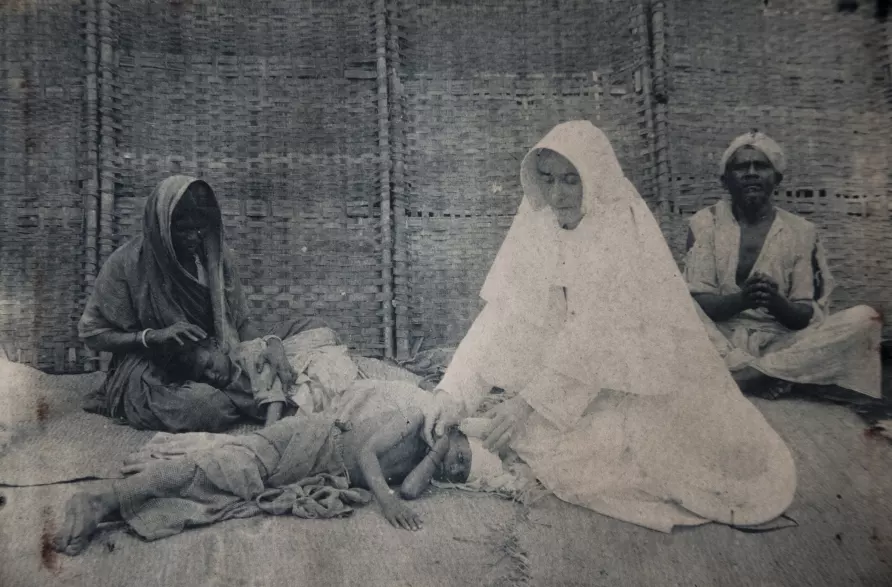
A médica e religiosa australiana Mary Glowrey (1887 - 1957) com um paciente com hanseníase na Índia.

Hansenologia, no passado denominada Leprologia, é uma área de atuação multidisciplinar que estuda especificamente a hanseníase. É uma das poucas áreas de atuação que permitem a obtenção do título de médico especialista dedicado a uma única doença no Brasil. O número de médicos hansenologistas é considerado insuficiente para o cenário em relação à hanseníase no país, que é o segundo com mais casos da doença, atrás apenas da Índia, e diagnostica 90% dos casos nas Américas. Em outros países de língua portuguesa, a Hansenologia não é regulamentada como especialidade médica nem área de atuação médica.
Espera-se que o médico especialista em hansenologia detenha habilidades técnica, emocional, reflexiva, crítica e ética para o diagnóstico clínico e laboratorial da hanseníase e seus diagnósticos diferenciais e afecções concomitantes, visando a adoção de condutas clínicas, preventivas, terapêuticas, reabilitativas bem como para a redução do risco de disseminação da infecção na população.
Para médicos obterem o título de hansenologista, é necessário que antes estejam regularmente certificados como médico de família, clínico geral, infectologista, dermatologista, neurologista ou sanitarista. Uma vez registrada uma dessas especialidades, os médicos devem concluir um programa de residência médica em Hansenologia de um ano ou serem aprovados no Exame de Suficiência da Sociedade Brasileira de Hansenologia, órgão responsável não só pela certificação dos médicos hansenologistas, como pelo treinamento e capacitação de outros profissionais de saúde para atuarem no Brasil no combate à hanseníase, em parceria com o Ministério da Saúde. Até 2023, o Brasil contava com apenas três programas de residência médica em Hansenologia aprovados, oferecidos pela Universidade Federal de Uberlândia (UFU), pela Universidade Federal de Pernambuco (UFPE) e pelo Hospital Universitário Gaffrée e Guinle da UNIRIO. A aprovação no curso de especialização oferecido pela Sociedade Brasileira de Hansenologia não dispensa o médico da realização do Exame de Suficiência para a obtenção do registro de especialista. As competências em vigor exigidas dos médicos hansenologistas estão detalhadas na Resolução CNRM Nº 69, de 23 de dezembro de 2021.
No último domingo de janeiro é comemorado o Dia Mundial contra a Hanseníase e no dia 31 de janeiro o Dia Nacional de Combate e Prevenção da Hanseníase, data essa instituída pela Lei nº 12.135/2.009. Janeiro Roxo é o mês de conscientização sobre a hanseníase. 

## Pesquisas no Brasil
O primeiro congresso de Hansenologia de Países Endêmicos aconteceu no Rio de Janeiro em 1980.
Existe desde 1982 um grupo de pesquisa sobre Hansenologia no Rio de Janeiro. O grupo era liderado liderado pelos professores da UFRJ Maria Leide Wand-Del-Rey de Oliveira e Antonio Carlos Pereira Junior e funciona numa parceria da UFRJ com a Fiocruz.

## Ligações Externas
- Vitrines do Conhecimento (BVS/HPCS): História da Hanseníase.